# Smerinthus flavitincta
Smerinthus flavitincta är en fjärilsart som beskrevs av Nixon. 1912. Smerinthus flavitincta ingår i släktet Smerinthus och familjen svärmare. Inga underarter finns listade i Catalogue of Life.